# Jean Washer
Jean Marie Octave Constant Washer (pronunciación en francés: /ʒɑ̃ waʃe/; 22 de agosto de 1894 – 23 de marzo de 1972) fue un jugador de tenis belga que tuvo éxito en la década de 1920. Fue el padre de Philippe Washer.

## Biografía
Pertenecía a una familia de industriales del textil de la región de Bruselas.
Durante la Primera Guerra Mundial, alcanzó el grado de teniente. Tuvo cuatro hijos: Edouard, nacido en 1921; Paul, nacido en 1922; Philippe, nacido en 1924; y Jacques, fallecido el 7 de octubre de 1979 en Atenas en el accidente aéreo del Vuelo 316 de Swissair.
Después de la Segunda Guerra Mundial, se retiró a Ginebra y entrenó a su hijo Philippe, quien se convertiría en un gran campeón de tenis.

## Carrera en el tenis
Comenzó a jugar al tenis después de la guerra y se unió al Royal Léopold Club de Bruselas.
En 1919, participó en los Juegos Inter-Aliados para los soldados en París, pero fue eliminado en la primera ronda. También participó en los Juegos Olímpicos de 1920 en Anvers con Anne de Borman, y en los Juegos Olímpicos de 1924 en París. Su mejor resultado fue alcanzar los octavos de final en individuales en 1924.
Washer alcanzó las semifinales de Roland Garros en 1925, venciendo a Henri Cochet antes de perder contra Jean Borotra. Washer también alcanzó los cuartos de final en el 1926; los cuartos de final del Campeonato de Wimbledon 1924; y la final del Campeonato Mundial en Tierra Batida en 1921 y 1923.
Fue clasificado como el número 9 del mundo por A. Wallis Myers de The Daily Telegraph en 1923.
En 1924, llegó a los cuartos de final en el Torneo de Wimbledon tras su victoria sobre Norman Brookes (6-2, 7-5, 6-4). Perdió contra René Lacoste (6-1, 5-7, 6-4, 6-2). En 1925, fue semifinalista en los Internacionales de Francia, derrotando a Henri Cochet (8-6, 8-6, 6-4), pero perdió contra Jean Borotra (6-2, 6-1, 6-3). También fue cuartofinalista en 1926.
Ganó ocho veces, de 1920 a 1927, los Campeonatos de Bélgica individuales al aire libre y siete veces en dobles de 1919 a 1925. Jugó en la Copa Davis entre 1921 y 1927 con el equipo de Bélgica.
En 1922, en el Racing Club de Bruselas, venció a Henri Cochet y luego a Jean Borotra. En 1924, dominó a René Lacoste en el Léopold Club y luego a Henri Cochet en la Costa Azul.
Era un zurdo con un servicio potente, un buen smash y un golpe de derecha liftado rápido.

## Palmarés

### Títulos en individuales
- 1914: Bruselas, venció a Willy le Maire de Warzée d'Hermalle (6-4, 6-3, 6-1)
- 1920: Knokke, venció a Victor de Laveleye (7-5, 3-6, 6-3, 7-5)
- 1925: Campeonato internacional de Bélgica, venció a Henri Laloux (6-2, 6-0, 6-3)
- 1926: Ostende, venció a Antoine Gentien (6-2, 2-6, 6-0, 4-6, 7-5)

### Finales en individuales
- 1921: Campeonato del mundo en tierra batida, perdió contra Bill Tilden (6-3, 6-3, 6-3)
- 1923: Campeonato del mundo en tierra batida, perdió contra Bill Johnston (4-6, 6-2, 6-2, 4-6, 6-3)
- 1924: Campeonato del sur de Francia, perdió contra René Lacoste (6-1, 6-0, 3-6, 7-9, 6-3)
- 1926: Cernobbio, perdió contra Hans Moldenhauer (6-3, 7-5, 6-3)